# 卡莫盤唇鱨
卡莫盤唇鱨，為輻鰭魚綱鯰形目倒立鯰科盤唇鱨屬的其中一種，該物種於1976年由Tyson R. Roberts和Donald J. Stewart描述，分布於非洲剛果河下游，體長可達6.1公分。

## 扩展阅读
維基物種上的相關：卡莫盤唇鱨